# Арешт майна
Арешт майна — накладання заборони на право розпоряджатися майном з метою його збереження до визначення подальшої долі цього майна. Застосовуються органами суду і прокуратури для забезпечення цивільного позову або виконання вироку про конфіскацію майна.
Процесуальний порядок арешту майна полягає у виявленні майна, його описі, опечатуванні та передачі його на зберігання. Для виявлення майна судовий виконавець оглядає усі зайняті боржником приміщення у присутності представників громадськості. Опис майна проводиться у присутності боржника або будь-якого повнолітнього члена його сім'ї і двох понятих. Майно описується в такій кількості та такої якості, які забезпечують виконання судового акта. Опису підлягає усе майно, яке може бути стягнено відповідно до законодавства.